# Kamionki (obwód witebski)
Kamionki – dawna wieś i kolonia. Tereny, na których leżały, znajdują się obecnie na Białorusi, w obwodzie witebskim, w rejonie głębockim, w sielsowiecie Psuja.

## Historia
W czasach zaborów w powiecie dzisieńskim, w guberni wileńskiej Imperium Rosyjskiego.
W latach 1921–1945 wieś i kolonia  leżał w Polsce, w województwie wileńskim, w powiecie dziśnieńskim, w gminie Prozoroki.
Według Powszechnego Spisu Ludności z 1921 roku zamieszkiwało tu 77 osób, 72 było wyznania rzymskokatolickiego a 5 prawosławnego. Jednocześnie 64 mieszkańców zadeklarowało polską a 13 białoruską przynależność narodową. Było tu 13 budynków mieszkalnych. W 1931 w 15 domach zamieszkiwało 77 osób.
Wierni należeli do parafii rzymskokatolickiej i prawosławnej w Prozorokach. Miejscowość podlegała pod Sąd Grodzki w Głębokiem i Okręgowy w Wilnie; właściwy urząd pocztowy mieścił się w Prozorokach.